# 張讀 (宋朝)
張讀（1066年—1145年），字聖行，泉州安溪人，宋朝官員，孝子，曾为苏辙门客，編有《國朝會典》。
宋治平三年，張讀生于晋江张林。后移居安溪县永安里埔□乡(现城厢员宅村)。
紹聖四年（1097年），以太學上舍生參試，中進士，初任福州教授，後任河南颍昌府法曹参军。以孝行聞名鄉里，又改任泉州通判、知兴化军。
绍兴十五年（1145年）去世，追贈尚書。
嘉熙年间，知县赵崇栗將永安里标为“曾子里”。